# انجمن ایران‌شناسی فرانسه در ایران
انجمن ایران‌شناسی فرانسه در ایران (فرانسه: Institut français de recherche en Iran) (به اختصار: IFRI) موسسه‌ای است که در سال ۱۹۸۳ و در پی ادغام هیئت باستان شناسی فرانسه در ایران (DAFI) که در سال ۱۸۹۷ توسط ژاک دو مورگان تشکیل شده بود و موسسه فرانسوی ایران شناسی تهران (IFIT) که در سال ۱۹۴۷ توسط هانری کوربن تأسیس شده بود، تشکیل شد.
این انجمن، ماموریت خود را "ترویج پژوهش در زمینه علوم انسانی و اجتماعی و باستان شناسی برای ایران بزرگ فرهنگی، از دوران پیش از تاریخ تا امروز" به عنوان شرح وظایف اعلام کرده است.
انجمن ایران‌شناسی فرانسه در ایران دارای کتابخانه‌ای غنی است که شامل کتاب‌های نفیس و گاه‌نایابی می‌گردد. این مجموعه زیر نظر سفارت فرانسه در تهران است. این مؤسسه به ترتیب در گذر زمان توسط رومن گیرشمن، شارل هانری دوفوشه‌کور، رمی بوشارلا، کریستف بالایی مدیریت شده‌است.

## نشان‌واره
نشان‌واره انجمن ایران‌شناسی فرانسه شامل حروف اختصاری IFRI، متن فارسی انجمن ایران‌شناسی فرانسه در ایران به خط شکسته نستعلیق و متن فرانسه Institut français de recherche en Iran است.

### تعطیلی
وزارت خارجه جمهوری اسلامی ایران در واکنش به انتشارِ کاریکاتورهای علی خامنه‌ای توسط نشریه شارلی ابدو طی بیانیه‌ای مورخِ ۱۵ آذر ۱۴۰۱ اعلام کرد انجمن ایران‌شناسی فرانسه را تعطیل می‌کند. 
در بخشی از بیانیه آمده است: 
ضمن بازنگری در مناسبات فرهنگی با فرانسه و بررسی امکان ادامه فعالیت فرهنگی این کشور در ایران، در گام نخست فعالیت انجمن ایران‌شناسی فرانسه در ایران را تعطیل می‌کند— 